# 中島谷友二朗
中島谷 友二朗（なかじまや ゆうじろう、1971年2月16日 - ）は、北海道釧路市出身の元アイスホッケー選手、アイスホッケー指導者、通訳、アイスホッケー解説者。ポジションはディフェンスマン。左利き。
アイスホッケー世界選手権に日本代表として5回出場している。180cm、83kg。

## 来歴
釧路市立北中学校からサスカチュワン州のノートルダム高校に進学した。高校卒業後はサスカチュワン・ミジェットAAAリーグの年間ベストDFに選ばれている。
日本アイスホッケーリーグでは1990年の第25回からコクドに所属しプレーした。
29歳となった2000年にはNHLのナッシュビル・プレデーターにトライアウト参加し、プレシーズンマッチにも出場した。
2003年、日本製紙クレインズに移籍、2003年11月22日のHC日光アイスバックス戦で左ひざ靭帯を損傷し手術を行うことになった。
2006-07シーズンには全日本アイスホッケー選手権大会とアジアリーグアイスホッケーの2冠を獲得。
2007-08シーズンよりクレインズのコーチに就任した。クレインズでは通訳も兼任している。

## 人物
大きな体を活かした、フィジカルプレーで活躍した。
スカパー!で2011年のスタンレー・カップファイナル第2戦の解説を信田憲司とともに行っている。